# École polytechnique
L'École polytechnique és una de les més conegudes i prestigioses escola d'enginyers de França. Col·loquialment és anomenada també «la X» perquè al seu símbol d'armes es poden veure dos canons creuats prenent la forma de la lletra. És una de les grans escoles més prestigioses i selectives de França, sent una de les 204 escoles d'enginyeria franceses acreditades a partir de l'1 de setembre del 2020 per atorgar un diplôme d'ingénieur. També és juntament amb l'École spéciale militaire de Saint-Cyr, l'École de l'air, l'ENSTA Bretagne, l'École des officiers de la Gendarmerie nationale, l'École navale i l'École de santé des armées — una de les set principals escoles militars franceses. És una institució pública francesa d'educació superior i recerca a Palaiseau, un suburbi al sud de París. L'escola és membre constituent de l'Institut Politècnic de París.

L'escola va ser fundada el 1794 pel matemàtic Gaspard Monge durant la Revolució Francesa, i després va ser una acadèmia militar sota Napoleó I el 1804. La institució està encara supervisada pel Ministeri de Defensa francès. Inicialment situat al barri llatí del centre de París, els edificis principals de l'establiment van ser traslladats l'any 1976 a Palaiseau, al Plateau de Saclay, al sud-oest de París.

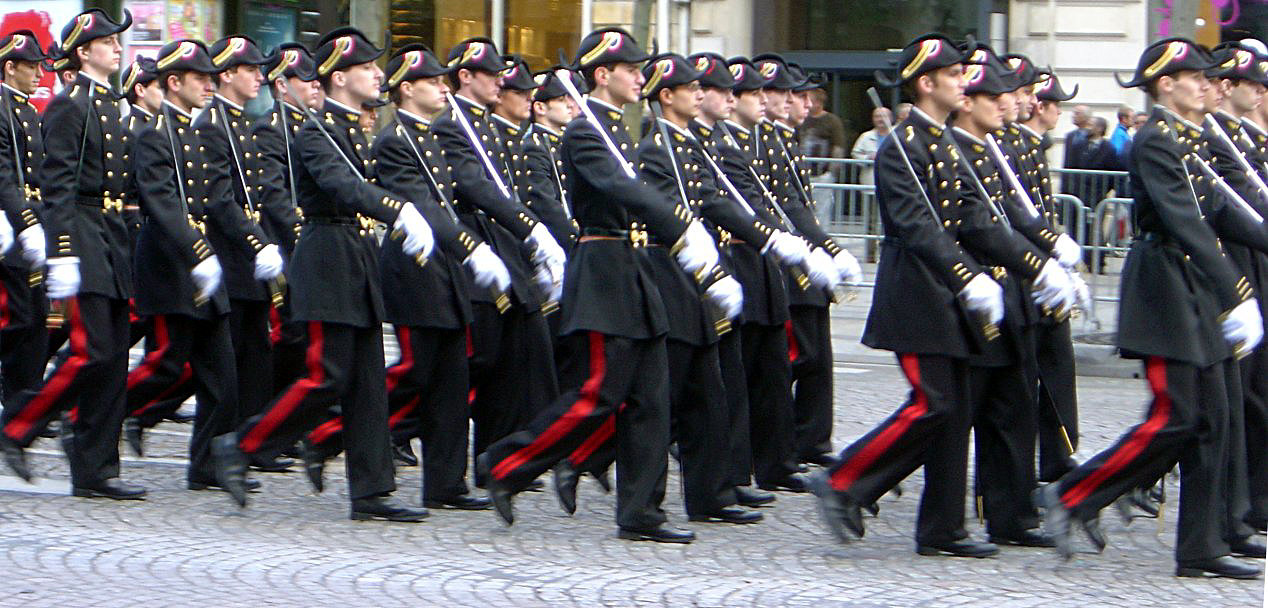
Alumnes amb uniforme durant una cerimònia

Entre els seus antics alumnes hi ha tres guanyadors del premi Nobel, un medallista Fields, tres presidents de França i molts consellers delegats d'empreses franceses i internacionals. Ocupa el lloc 87 del rànquing mundial d'universitats de Times Higher Education 2021 i el segon a les millors universitats petites del món 2020. La seva universitat matriu, l'Institut Politècnic de París, ocupa el lloc 49 al QS World University Rankings 2022.
Gaudint d'un gran prestigi a l'ensenyament superior a França, l'École Polytechnique s'associa sovint amb la selectivitat i l'excel·lència acadèmica, però també amb l'elitisme i la tecnocràcia que han estat font de crítiques des de la seva creació. En l'imaginari popular, l'Escola s'associa a certs símbols com l'uniforme d'estudiant o el Bicorn.

## Història

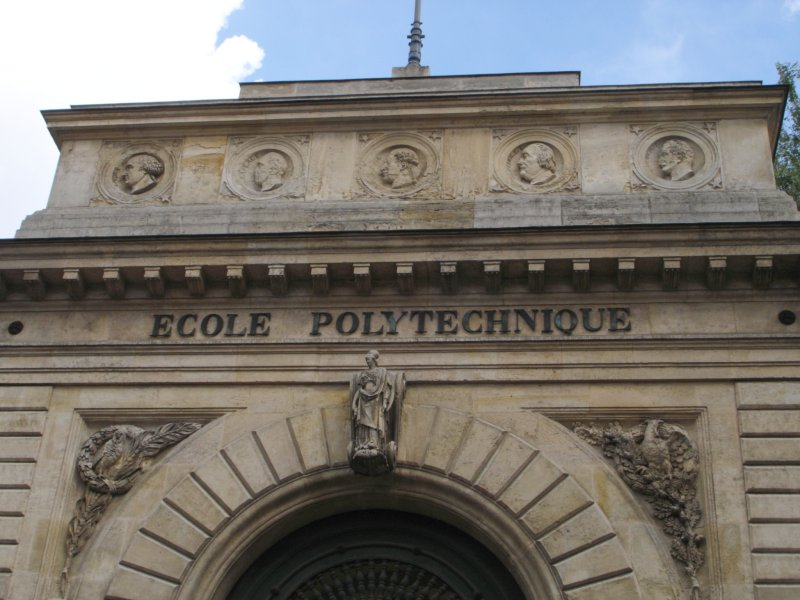
École Polytechnique de París.

La història de l' École Polytechnique es remunta a més de 200 anys, als anys de la Revolució Francesa. L'any 1794, Lazare Carnot i Gaspard Monge van fundar l' École centrale des travaux publics en el moment de la Convenció Nacional (20 de setembre de 1792 - 26 d'octubre de 1795).
L'any següent, amb la llei de l'1 de setembre de 1795, va passar a anomenar-se École Polytechnique. El 1804, Napoleó Bonaparte va establir l' École a Sainte-Geneviève, al Barri Llatí, al centre de París i li va donar un estatus militar amb el lema Pour la Patrie, les Sciences et la Gloire (Per la Pàtria, les Ciències i la Gloria). Glòria). El 13 d'abril de 1816, l' École va ser tancada per Lluís XVIII i reoberta el 17 de gener de 1817 amb el nom d' École royale polytechnique (Reial Escola Politècnica). Els alumnes van participar en la Revolució Francesa de 1848.
L'Escola Politècnica va ser concebuda durant el positivisme com l'equivalent de l'École nationale d'administration per als rols tècnics de l'administració pública, per tal de dotar l'estat francès del segle xix d'una elit governant formada internament.
L'any 1970 l'Escola va rebre un estatut civil que l'afiliava directament al Ministeri de Defensa, dependent de la Direcció General d'Armaments, que s'encarrega de la gestió, desenvolupament i compra dels sistemes d'armament per a les Forces Armades franceses. Encara que no estaven qualificats com a acadèmia militar, els estudiants eren cadets oficials amb estatus militar, i, per tant, havien de ser de nacionalitat francesa. Per a l'accés al primer curs, els estudiants havien de passar vuit mesos en una localitat del territori nacional al servei de les Forces Armades o organitzacions no governamentals autoritzades, realitzant activitats de servei comunitari i assistint a cursos de motivació i lideratge, seguits d'uns quants mesos de formació científica bàsica gestionada per la universitat. L'escola estava dirigida per un general de servei i ocupava militars en funcions executives, administratives i d'entrenament esportiu.

## Formació
L' École Polytechnique ofereix als estudiants francesos i internacionals múltiples programes de formació:
- Cicle d' Ingénieur Polytechnicien : creat fa més de dos-cents anys, va passar de tres a quatre anys l'any 2000. Els dos primers cursos es dediquen a la formació científica multidisciplinària combinada amb l'ensenyament en ciències humanes i socials, mentre que els dos últims cursos estan dedicats a una formació integral i especialitzada i són comuns amb el cicle de màster. Després dels tres primers anys, l'estudiant assolirà el títol d'enginyer graduat a l' École Polytechnique, vigent des de 1937. Aquest cicle permet l'obtenció del diploma de l' École Polytechnique des de l'any 2000;
- Llicenciatura, programa de batxillerat post-diploma de tres anys en anglès des del 2017 dirigit a estudiants francesos i internacionals. L'admissió només es fa després del batxillerat, a partir d'un dossier i una entrevista oral. El primer curs es caracteritza per una formació multidisciplinària basada en les matemàtiques i ofereix tres dobles especialitzacions en segon i tercer curs (ciències matemàtico-físiques, ciències matemàtico-econòmiques, ciències matemàtica-informàtiques);
- Màster: programa selectiu de dos anys de màster (en vigor des de 2016, corresponent al marc europeu LMD). El màster íntegrament en anglès, se centra en els punts forts i recursos de la formació Polytechnique : proximitat al negoci, resposta a les necessitats del sector, formació multidisciplinària en ciències dures i enginyeria, formació avalada per la recerca combinada amb estudis en modalitat de projecte. El programa inclou l'aprenentatge d'una llengua estrangera i la integració dels alumnes en diverses disciplines esportives;
- Doctorat en recerca, període de formació investigadora de tres anys després del Màster sobre la base dels vint laboratoris del centre de recerca, inaugurat l'any 1985;
- L' École Polytechnique ofereix un programa de doctorat integrat, de més de 5 anys, que condueix al títol de doctor. L'objectiu d'aquest programa és oferir formació en recerca als estudiants que desitgen seguir una carrera internacional en institucions i empreses acadèmiques líders. Els dos primers cursos del programa, que corresponen a un Màster, s'han dissenyat per permetre als estudiants apropiar-se de les eines necessàries per dur a terme un projecte de recerca ambiciós. Els tres anys següents estan totalment dedicats al projecte de recerca que condueix al doctorat a la Universitat Paris.

## Tradicions

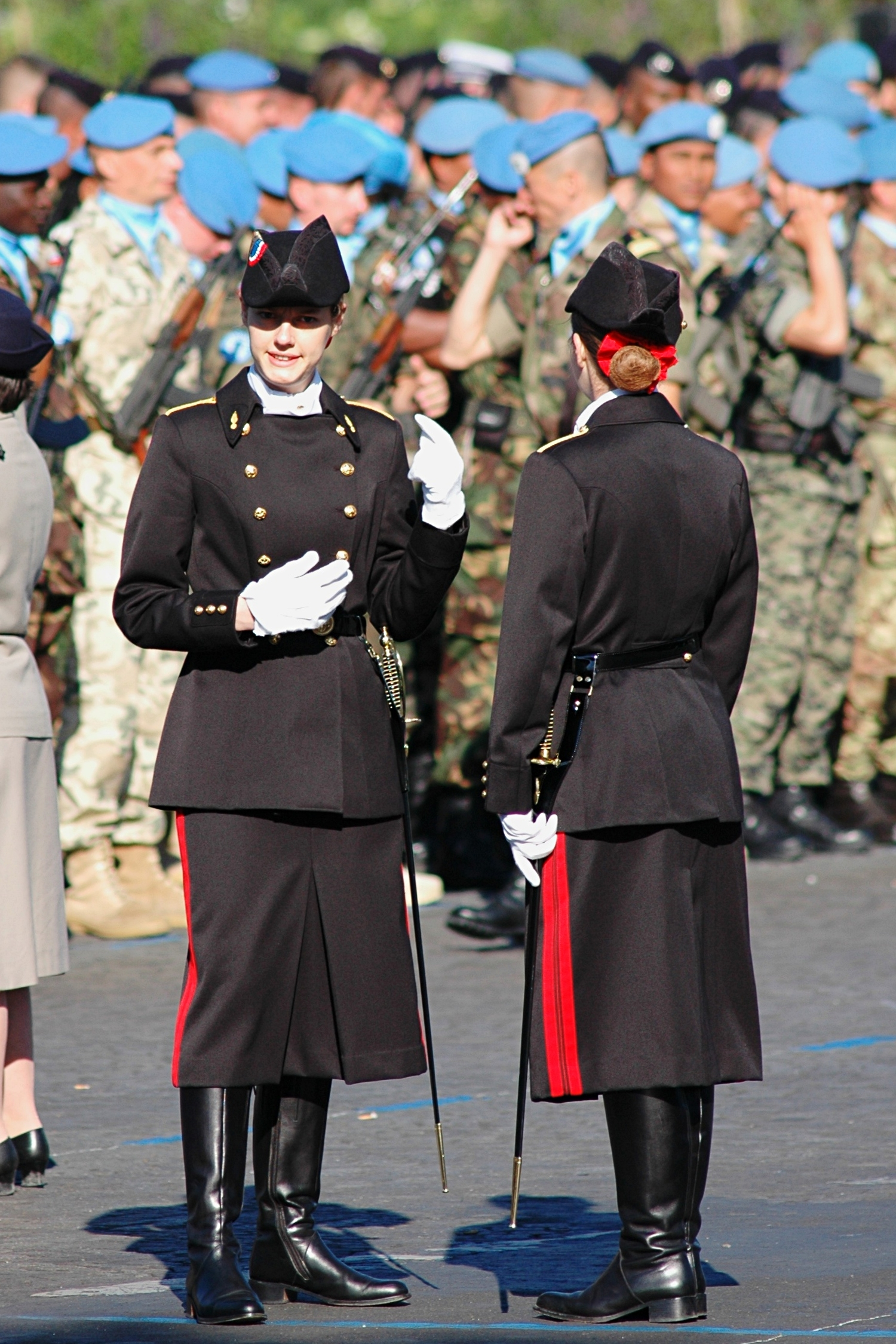
Cadets femenins de l'École polytechnique amb uniforme complet, abans de la desfilada del 14 de juliol de 2008 als Camps Elisis

El símbol de l'escola "X" representa dues armes creuades. El lema "Per la Pàtria, Ciència i Glòria" subratlla l'adhesió de l'Escola al servei a l'Estat i a una preparació científica d'alt nivell. Els alumnes fan el servei militar durant el període escolar i reben una remuneració per això. Reben una formació similar a la dels oficials militars des de l'inici i fan el servei militar o civil durant el primer any dels seus estudis.
Tots els alumnes porten l'uniforme de l'Escola anomenat Grande Uniforme (uniforme alt) que porten durant les cerimònies militars i altres esdeveniments com el "Ball de l'escola", però no durant els cursos escolars.
Una delegació d'estudiants de l' École polytechnique desfila el 14 de juliol, festa nacional francesa, al capdavant de l'exèrcit francès als Camps Elisis.

## Crítiques
Les grandes écoles de França, incloent l'École Polytechnique, són criticades per ser "elitistes" i, per tant, mancades de diversitat dins de les cohorts dels seus estudiants. En particular, l'INSEE ha constatat que els fills de pares que treballen a l'educació nacional o són directors tenen més probabilitats d'incorporar-se a les escoles que els fills de famílies amb ingressos més baixos.
Un informe més recent va trobar que els fills de treballadors de coll blanc tenen 50 vegades més probabilitats d'estar a l'Ecole Polytechnique que els fills de treballadors de coll blau.

## Alumnes destacats

### Científics
- Jean-Baptiste Biot (X1794), físic i astrònom
- Louis Poinsot (X1794), matemàtic
- Étienne Louis Malus (X1795), físic, descobreix la polarització de la llum
- Louis Joseph Gay-Lussac (X1797), físic i químic
- Siméon Denis Poisson (X1798), matemàtic
- Henri Navier (X1802), enginyer hidràulic i físic (equació de Navier-Stokes)
- François Arago (X1803), físic i astrònom
- Augustin Fresnel (X1804), inventor del lent de Fresnel, concep la teoria ondulatòria de la llum
- Augustin Louis Cauchy (X1805), construeix les successions de Cauchy i estableix criteris de convergència associats
- Gustave Coriolis (X1808), descobreix la força de Coriolis
- Nicolas Léonard Sadi Carnot (X1812), físic que enuncia els dos primers principis de la termodinàmica
- Michel Chasles (X1812), matemàtic
- Gabriel Lamé (X1815), matemàtic i físic (coeficient d'elasticitat de Lamé)
- Benoît Paul Émile Clapeyron (X1816), físic
- Joseph Liouville (X1825), matemàtic, posa en evidència els números transcendents
- Alfred de Vergnette de Lamotte (X1826), inventor de la conservació del vi a través de l'escalfament i de la congelació del vi
- Auguste Bravais (X1829), físic
- Jacques-Joseph Ebelmen (X1831), chimique, professor de l'école, administrador de la Manufacture de porcelaine de Sèvres l'any 1845
- Clément Adrien Vincendon-Dumoulin (X1833), enginyer hydrografo membre de l'expedició Dumont d'Urville a Oceania i al pol austral (1837-1840), va fer el primer càlcul de la inclinació magnètica permetent així localitzar el Pol Sud magnètic (23 de gener de 1838)
- Joseph Bertrand (X1839), matemàtic analista, construeix la teoria de sèries i de la integració que porta avui el nom.
- Charles Hermite (X1842), matemàtic, algebrista d'excepció, se li deu avenços en teoria de nombres, en àlgebra bilineal, en estructura quadràtica i igualment la primera demostració de la transcendència de la constant de Neper.
- Henri Becquerel (X1872), un dels tres descobridors de la radioactivitat, premi Nobel de física 1903
- Henri Poincaré (X1873), matemàtic i físic, creador d'una nova branca de les matemàtiques, la topologia, un dels fundadors de la teoria de la relativitat especial
- Emil Belot, (X1877), enginyer de Manufactures de l'État, inventor, astrònom.
- Albert Caquot (X1899), enginyer, constructor de l'aeronàutica
- Étienne Patte (X1912), degà de la Facultat de ciències de Poitiers, geòleg, paleontòleg, prehistoriador i antropòleg
- Edmond Malinvaud (X1942), economista, professor del Collège de France
- Benoît Mandelbrot (X1944), descobreix la llei de Mandelbrot i promotor dels fractals
- Albert Jacquard (X1945), enginyer de Manufactures de l'État el 1948. Integra posteriorment l'Institut de statistiques, on va obtenir el diploma d'enginyer d'organització i mètode. Actualment cèlebre com a genetista, assagista i humanista.111
- Valérie Cornetet (2006), directora general de l'Institut polytechnique des sciences avancées

### Polítics

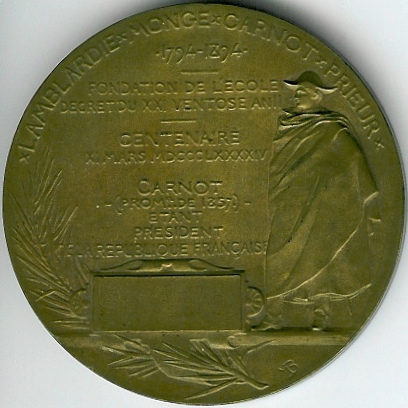
La medalla del centenari recorda el decret de la seva fundació i els noms de quatre fundadors: Lamblardie, Monge, Carnot, Prieur.

- Charles Dupin (X1801), matemàtic, economista i polític
- François Arago (X1803), astrònom, diputat i ministre de la segona República
- Charles de Freycinet (X1846), primer enginyer, president del Consell de ministres francès
- Sadi Carnot (X1857), fill de Lazare Carnot (fundador de l'École), nebot de Sadi Carnot (X1812, físic), president de la República
- Louis-Nathaniel Rossel (X1862), ministre de guerra sota la Commune de Paris, únic oficial amb grau (Coronel) a reunir la Commune després de la derrota de 1870
- Albert Lebrun (X1890), ministre de les colònies, president del senat, després president de la República
- Jules Moch (X1912), ministre de la tercera i de la quarta República
- Valéry Giscard d'Estaing (X1944), ministre de finances, després president de la República, acadèmic
- André Giraud (X1944), ministre de la Indústria de 1978 a 1981, després ministre de Defensa de 1986 a 1988
- Lionel Stoléru (X1956), expolític, avui cap d'orquestra, i animador d'esmorzars polytechniciens
- Francis Mer (X1959), polític francès i cap d'empresa, ministre de l'Economia, des Finances et de l'Industrie de maig de 2002 a març de 2004
- Christian Sautter (X1960), ministre de l'economia, de finances i de la indústria, de novembre de 1999 a març de 2000
- Paul Quilès (X1961), ministre de Defensa el 1985, de correu, de Telecomunicacions i de l'Espai el 1988
- Alain Lipietz (X1966), economista i diputat europeu (des de 1999)
- Bruno Mégret (X1969), exdiputat, fundador del Mouvement national républicain
- François Loos (X1973), exministre delegat a la Indústria, conseller regional d'Alsàcia
- Chakib Benmoussa (X1976), ministre de l'interior del Marroc
- Fabienne Keller (X1979), exalcalde d'Estrasburg
- Nathalie Kosciusko-Morizet (X1992), ministre de l'Ecologia de gouvernement Fillon

### Militars

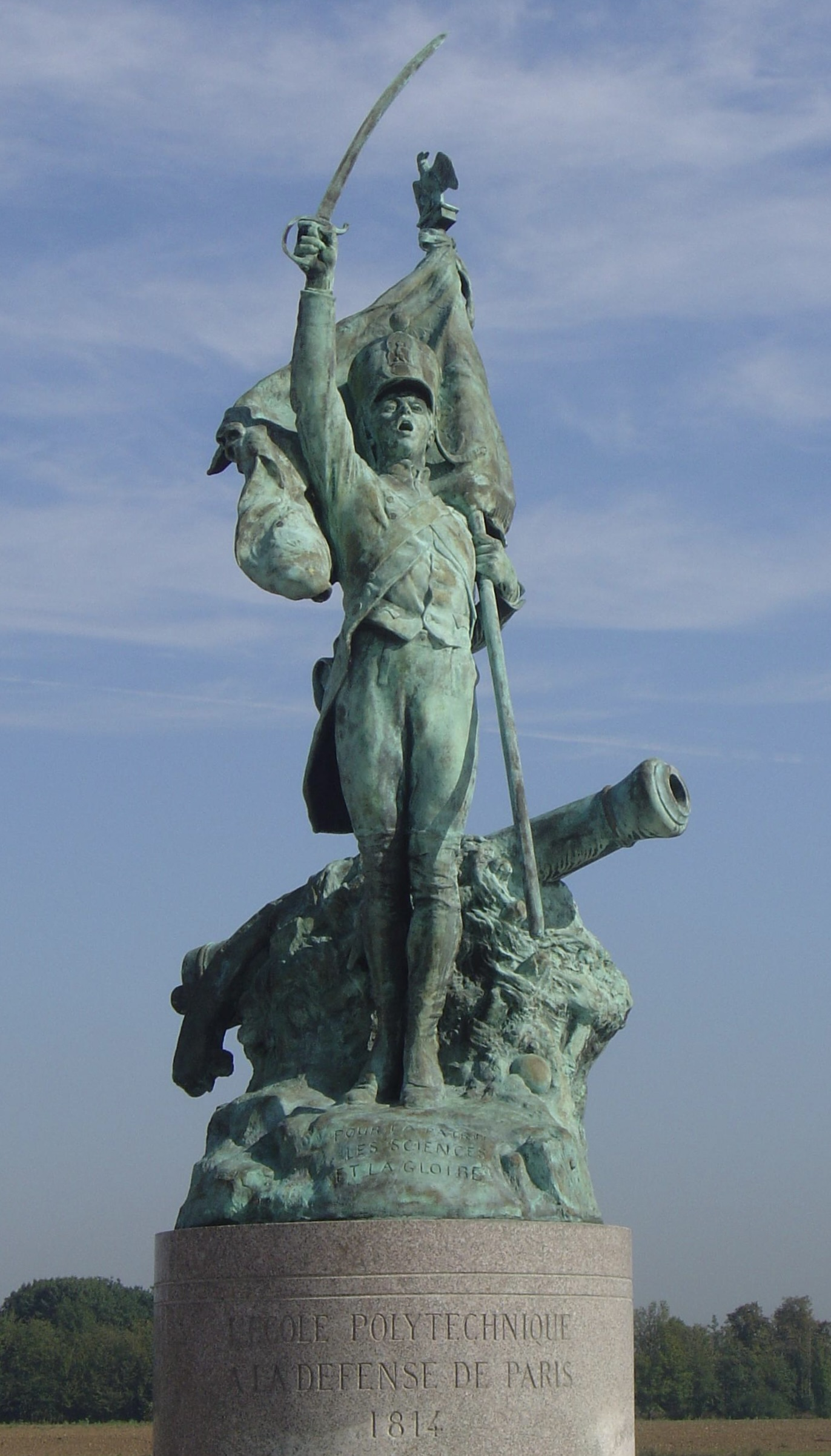
Una estàtua al pati de l'escola commemora els cadets de la Politècnica que es van precipitar a la defensa de París l'any 1814. Es va instal·lar una còpia a West Point.

- Simón Bolívar (X1803), Libertador de 6 nacions, considerat com l'Americà més destacat del Segle XIX per la BBC de Londres
- Louis Huguet-Chateau (X1794), general francès durant l'imperi napoleònic
- Louis Eugène Cavaignac (X1820), general francès que va rebutjar el bastó de mariscal de França
- Pierre Joseph François Bosquet (X1829), mariscal de França
- Pierre Philippe Denfert-Rochereau (X1842), defensor de Belfort durant la guerra francoprussiana
- Auguste Louis (X1846), general francès, defensor de Sedan durant la guerra francoprussiana
- Louis-Émile Bertin (X1858), matemàtic, inventor, enginyer general d'enginyeria marítima, creador de la marina de guerra del Japó a l'era Meiji i dels arsenals de Kure i de Sasebo
- Michel Joseph Maunoury (X1867), oficial d'artilleria, mariscal de França a títol posthume, defensor de París durant la batalla del Marne
- Joseph Joffre (X1869), mariscal de França
- Ferdinand Foch (X1871), mariscal de França
- Emile Fayolle (X1873), mariscal de França
- Robert Georges Nivelle (X1876), generalíssim francès durant la Primera Guerra Mundial responsable de la fallida ofensiva de Nivelle
- Alfred Dreyfus (X1878), oficial francès acusat erròniament d'alta traïció el 1894
- Louis Bernard (X1884), general de divisió
- Louis-Lazare Kahn (X1914), almirall
- Honoré d'Estienne d'Orves (X1921), oficial de marina i resistent
- Jean Bastien-Thiry (X1947), tinent coronel, afusellat arran de l'atemptat de Petit-Clamart contra el generall de Gaulle
- Caroline Aigle (X1994), comandant, primera dona francesa pilot de caça

## Galeria

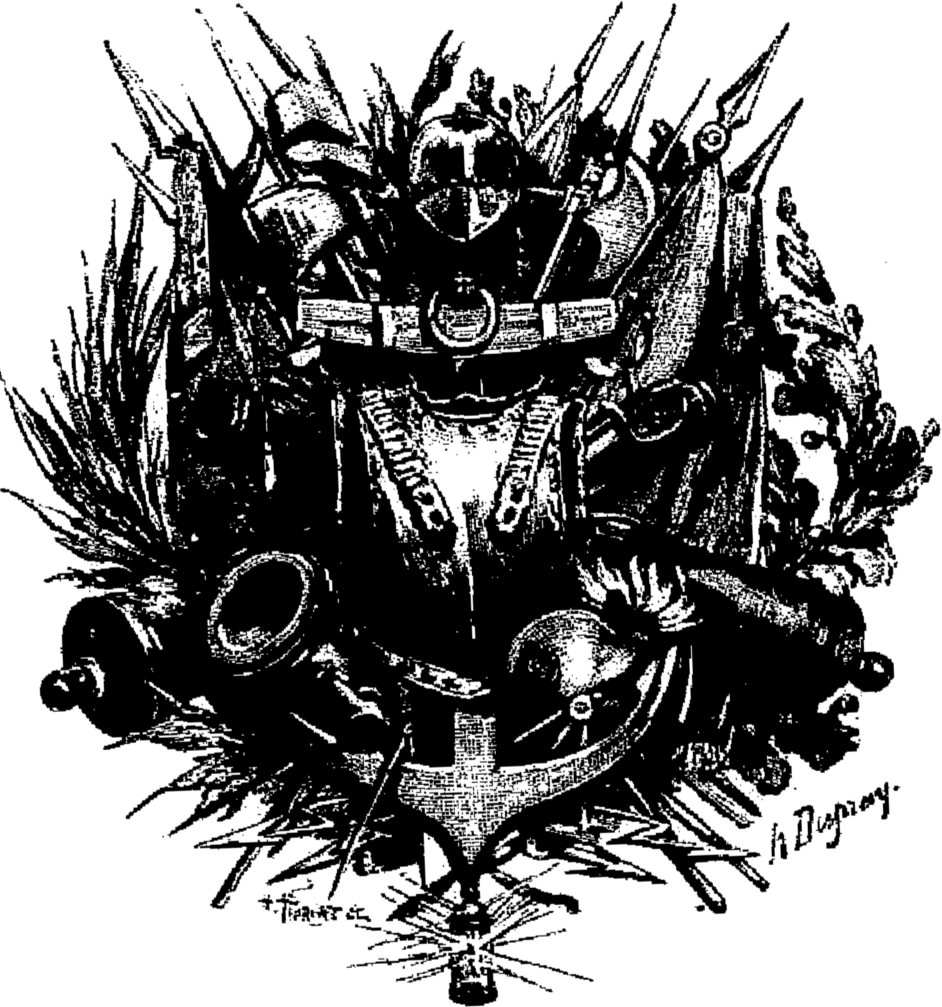
Les armes de l' École polytechnique
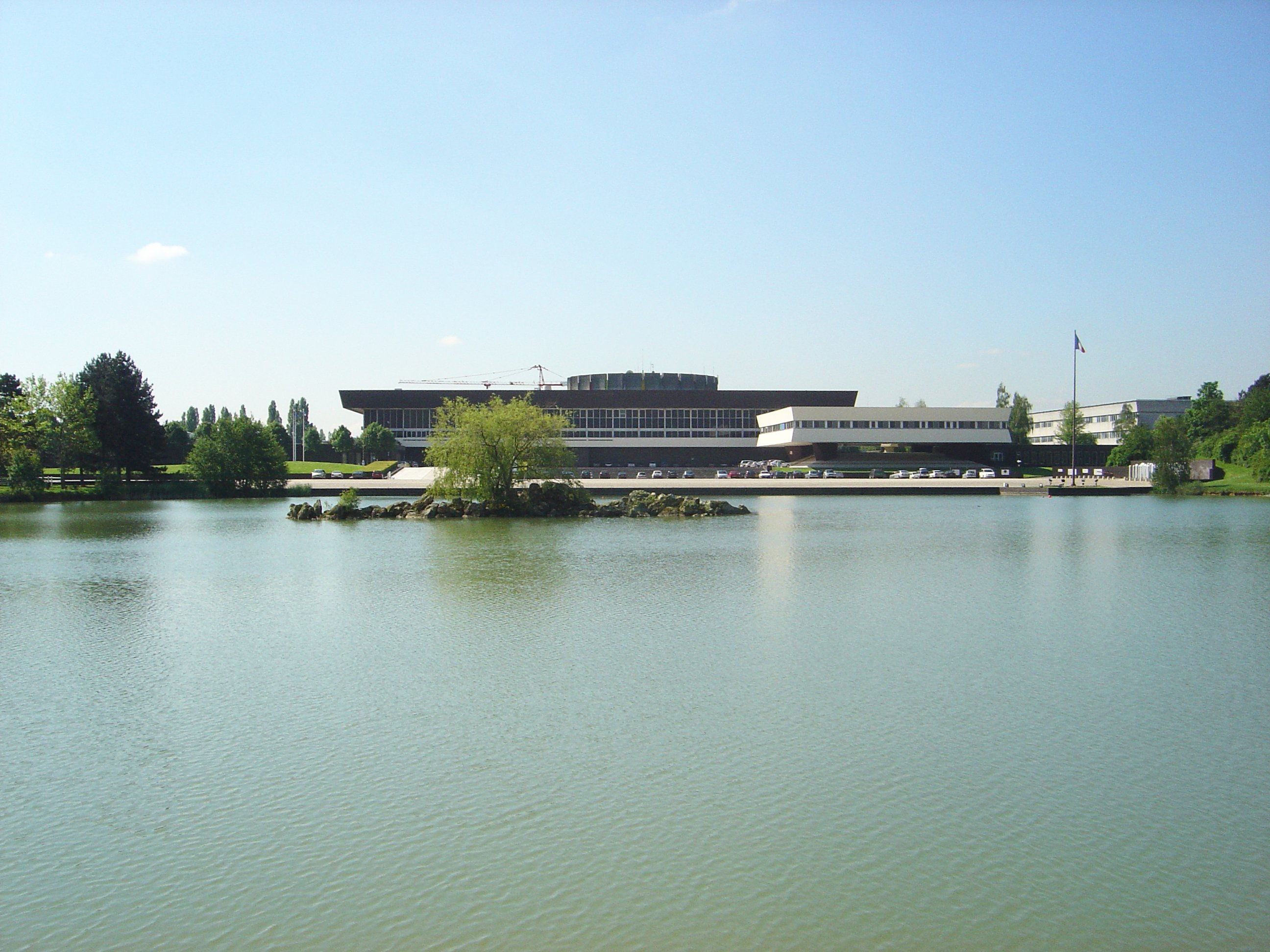
La sala principal vista des del llac
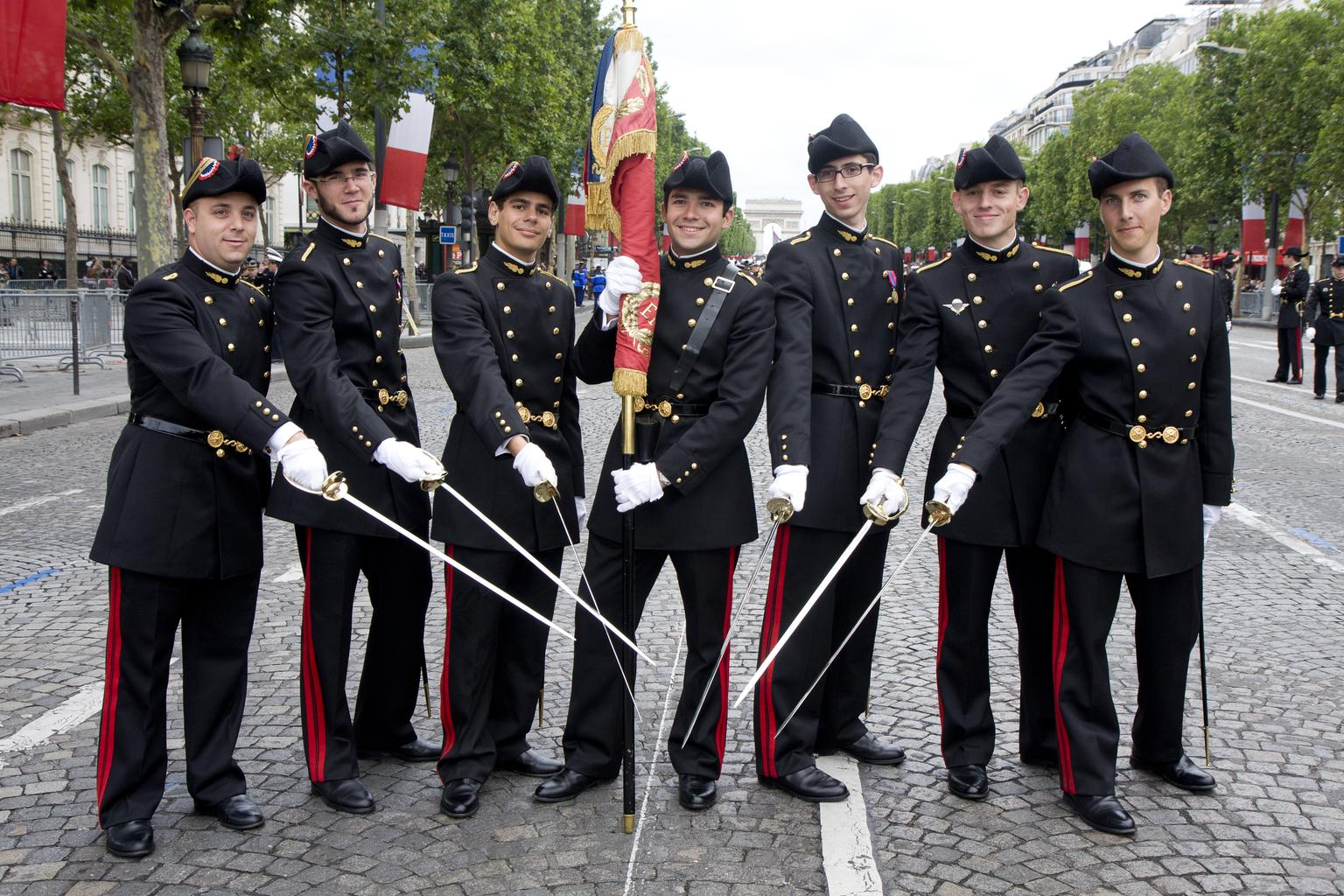
Cadets de la Politècnica a la Desfilada Militar del Dia de la Bastilla
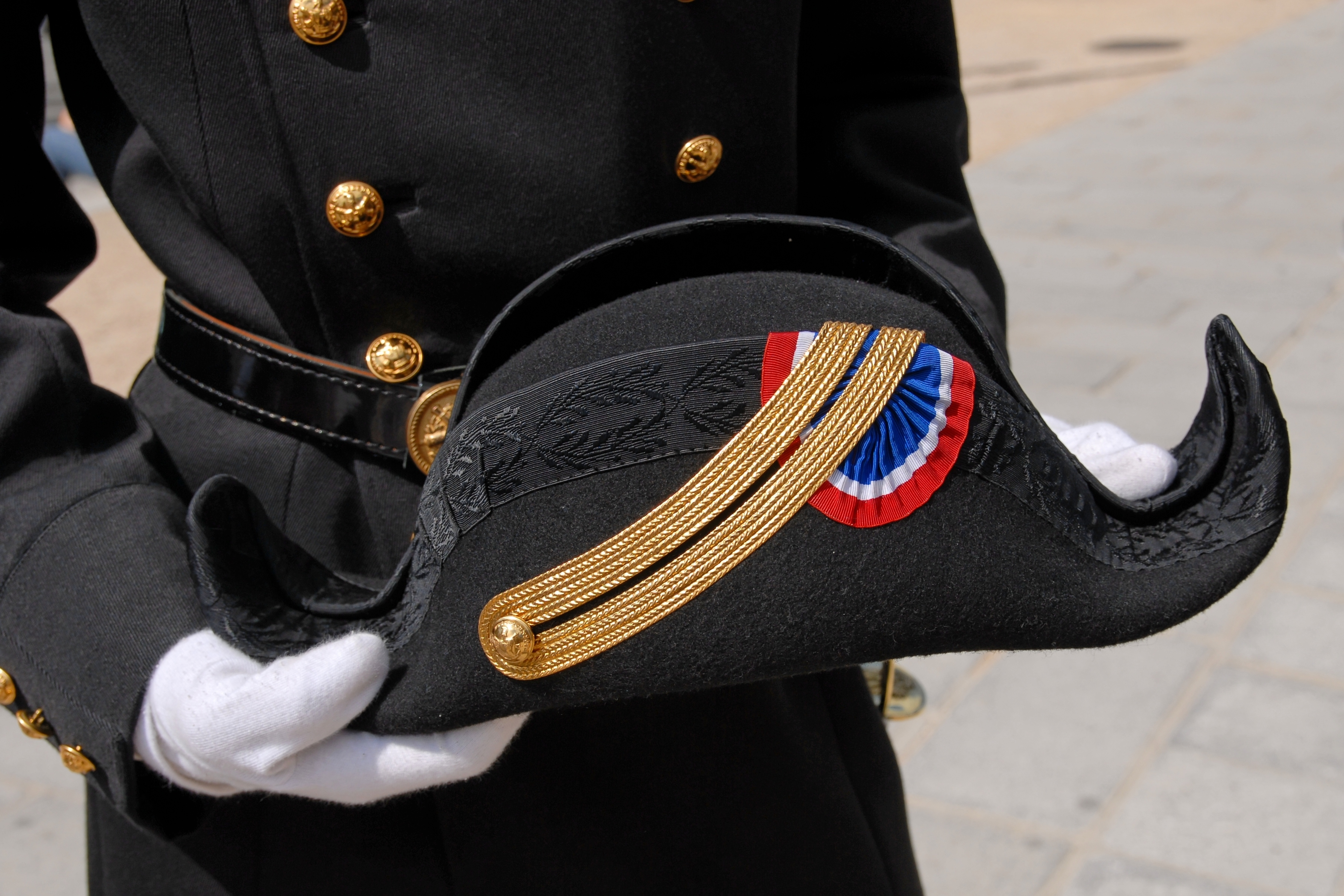
El barret bicorn de Polytechnique